# Solène Rigot
Solène Rigot (Parigi, 9 settembre 1992) è un'attrice francese.

## Biografia
Dopo aver studiato arti circensi a Parigi, ha esordito nel cinema nel film La Permission de minuit. Ottiene in seguito un ruolo secondario in Renoir. Il primo ruolo importante arriva con Puppylove di Delphine Lehericey. 
Ha recitato anche nella serie Xanadu e nel videoclip di Up all night di Beck. 

## Filmografia

### Cinema
- La Permission de minuit, regia di Delphine Gleize (2011)
- 17 ragazze (17 filles), regia di Delphine e Muriel Coulin (2011)
- Renoir, regia di Gilles Bourdos (2012)
- Lulu femme nue, regia di Sólveig Anspach (2013)
- Tonnerre, regia di Guillaume Brac (2013)
- La belle vie, regia di Jean Denizot (2013)
- Puppylove, regia di Delphine Lehericey (2013)
- Anna et Otto, regia di Louis-Julien Petit (2013)
- Les Révoltés, regia di Simon Leclère (2014)
- Saint Amour, regia di Benoît Delépine e Gustave de Kervern (2016)
- L'effetto acquatico - Un colpo di fulmine a prima svista (L'Effet aquatique), regia di Sólveig Anspach (2016)
- Quattro vite (Orpheline), regia di Arnaud des Pallières (2016)
- Petit Cosmos, regia di Selim Bentounes (2016)
- La Confession, regia di Nicolas Boukhrief (2016)
- Light Thereafter, regia di Konstantin Bojanov (2017)
- Lascia che le ragazze giochino (Comme des garçons), regia di Julien Hallard (2018)
- Chiamate un dottore! (Docteur?), regia di Tristan Séguéla (2019)
- Chère Léa, regia di Jérôme Bonnell (2021)
- Chroma, regia di Jean-Laurent Chautems (2022)
- Captives, regia di Arnaud des Pallières (2023)

### Cortometraggi
- Pisseuse, regia di Géraldine Keiflin (2012)
- Vos violences, regia di Antoine Raimbault (2014)

- Les Fleuves m'ont laissée descendre où je voulais, regia di Laurie Lassalle (2014)
- Panda, regia di Anthony Lapia (2014)
- Helix Aspersa, regia di Grégoire Graesslin (2014)
- Chez Ramzi, regia di Guilhem Amesland (2015)
- Les Filles, regia di Alice Douard (2015)
- Eaux vives, regia di Selim Bentounes (2015)
- À la chasse, regia di Akihiro Hata (2017)
- Le Visage, regia di Salvatore Lista (2017)
- Le Lac, regia di Igor Wojtowicz (2018)
- Stuck Option, regia di Pierre Dugowson (2019)
- Nuage, regia di Joséphine Darcy Hopkins (2020)
- Personae, regia di Rémy Rondeau (2020)
- Electric bodies, regia di Antoine Janot (2021)
- Cardio, regia di Alex Maji (2021)
- Sauvage, regia di Nicolas Devienne (2021)
- Nature morte, regia di Karim Morel (2022)

### Televisione
- Xanadu - Una famiglia a luci rosse (Xanadu) - serie TV, 8 episodi (2011)
- The Tunnel - serie TV, episodio 2x02 (2016)
- Clash of Futures - miniserie TV, 3 puntate (2018)
- Temps de chien!, regia di Edouard Deluc - film TV (2019)
- Neuf meufs - serie TV, episodio 1x03 (2021)
- Piste noire - miniserie TV, 6 puntate (2023)

## Videoclip
2015 - Odezenne, Vilaine
2017 - Beck, Up All Night

## Premi
- Festival Jean Carmet di Moulins 2014 : Miglior attrice non protagonista (Premio del pubblico) per il suo ruolo in La Belle vie
- Festival Internazionale del Cinema Francofono di Namur 2016 : Miglior attrice per Orpheline